# Octopus bimaculoides
Espèce
Octopus bimaculatus ou pieuvre à deux points de Californie est une pieuvre commune qui se trouve dans les estrans de Californie. L'espèce a une espérance de vie de deux ans et se nourrit principalement de palourdes, de moules, d'écrevisses, de petits crabes et d'escargots.

## Habitat
O. bimaculoides se trouve dans les zones intertidales et benthiques, à marée basse, à des profondeurs subtidales d'environ 20 mètres. Elle préfère se cacher dans le substrat de sable, les grottes de roche ou les débris. Elle tolère une large gamme de températures, allant de 16 à 27 °C (60 à 80 °F), bien qu'elle préfère les températures comprises entre 18 et 22 °C (65 et 72 °F). Cette espèce se trouve dans l'est du Pacifique, de la Californie aux côtes du Mexique, dans l'océan pacifique indien, de l'Afrique de l'est aux Samoa américaines, au nord du Japon et au sud de la Grande Barrière de corail.

## Caractéristiques
Le manteau de O. bimaculoides atteint une taille de 17,5 cm, et ses bras mesurent 58 cm. Elle a plusieurs couleurs communes, telles que le gris avec des taches jaunes, et son cryptisme est très développé car elle peut changer de couleur pour s'adapter à son environnement. Les poulpes changent en partie de couleur grâce à des chromatophores comme les iridophores et les leucophores; tous sont des structures de la peau augmentant la profondeur. Les chromatophores sont généralement des sacs de pigments élastiques avec des fibres musculaires attachées pour permettre leur dilatation et leur contractation. Les leucophores sont importants parce qu'ils permettent la réflexion de la lumière blanche et permettent par conséquent à la peau de refléter des longueurs d'onde de la lumière qui sont répandues dans leur habitat et de produire des motifs perturbateurs. L'autre aspect des céphalopodes est le cerveau et les nerfs, qui contiennent des fibres enrobées dans des chromatophores, qui permettent de contrôler la coloration des motifs.

## Particularités
Elle tire son nom des faux yeux qui se situent sous chaque œil connus sous le nom d'ocelles. Chez l'O.bimaculoides , l'ocelle est un cercle bleu iridescent, entouré d'un cercle noir.

## Durée de vie
Ces pieuvres vivent entre 1 et 2 ans. La fin de leur vie est signalée par la pondaison chez la femelle et la sénilité chez le mâle.

## Régime
Les adultes se nourrissent de palourdes, de moules, de petits crabes, d'écrevisses, et d'escargots. Les nouveau-nés se nourrissent d'amphipodes ou de mysida.